# دهستان مهماندوست
دهستان مهماندوست یا دهستان یورتچی مرکزی  نام دهستانی در بخش کوراییم شهرستان نیر، استان اردبیل در ایران است. براساس سرشماری مرکز آمار ایران در سال ۱۳۸۵، جمعیت آن ۳۳۴۱ نفر (۷۴۴ خانوار) بوده‌است.